# Jan Nepomucen Galli

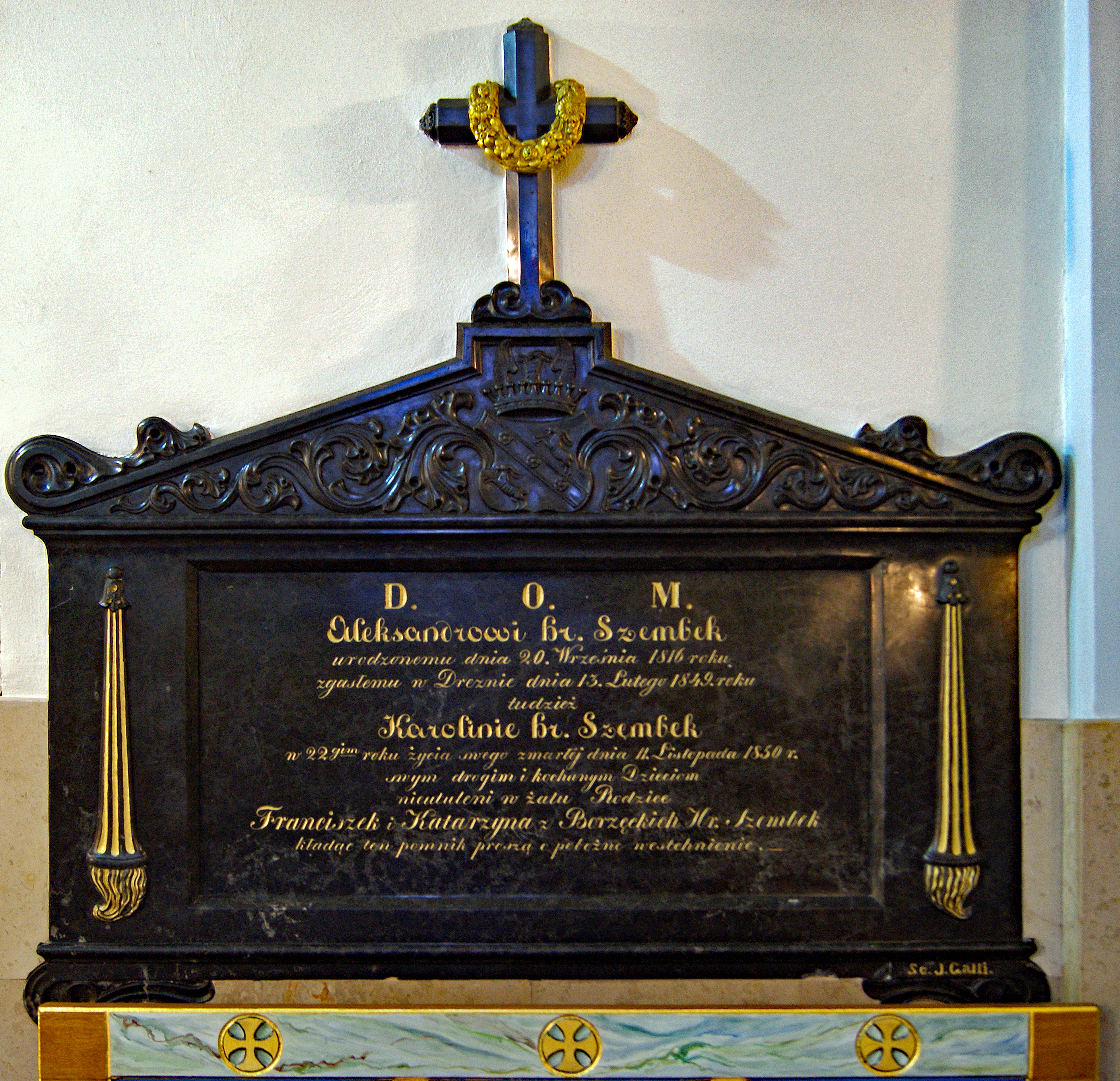
Epitafium rodzeństwa Szembeków dłuta Jana Nepomucena Galliego (jego podpis w prawym dolnym rogu). Kościół św. Jana Chrzciciela, Kościelec, Chrzanów

Jan Nepomucen Galli (ur. w 1800 w Krakowie, zm. w 1891 tamże) – polski rzeźbiarz.
Urodził się w rodzinie przybyłego z Włoch rzeźbiarza i kamieniarza Leonarda, osiadłego w Krakowie. Miał brata Mikołaja, kamieniarza i rzeźbiarza. W 1818 r. Jan podjął naukę rzeźbiarstwa w krakowskiej Akademii Sztuk Pięknych, gdzie był uczniem Józefa Reidlingera. Po studiach ukończonych w 1821, od października 1822 do lipca roku następnego, uczył rzeźbiarstwa na macierzystej uczelni. Został wybrany radcą Krakowa, działał społecznie w krakowskim Towarzystwie Dobroczynności, którego był współzałożycielem. Spoczął na Cmentarzu Rakowickim. 
Wybrane dzieła:
- brązowy pomnik Mikołaja Kopernika w kościele św. Anny w Krakowie (1822)[2]
- kilka epitafiów w kościele Mariackim w Krakowie (ks. Ludwika Ferdynanda Hasselquista, Piotra Michałowskiego, Franciszka Hahna i Reginy Hahnowej, Marii Seifertowej z d. Hahn)[3].
- sarkofag hr. Witolda Szeligi Bielińskiego w kościele św. Piotra i Pawła w Krakowie i tamże epitafium Piotra Skargi[4].
- epitafium rodzeństwa A. i K. Szembeków w kościele św. Jana Chrzciciela w Kościelcu[5]